# 江西制造职业技术学院
江西制造职业技术学院（简称江西制造职院或江西制造学院），是中华人民共和国江西省的一所全日制公办大专院校，位于江西省会南昌市是省财政全额拨款的事业单位。学院现有艾溪湖、上海路、丁公路三个校区，总占地面积近400亩，建筑面积近20万平方米。新校区位于艾溪湖畔—南昌（昌东）高校 园区。学院建设有数控技术、汽车维修等2个国家级职业教育实训基地和电子信息技术、模具制造技术、跨专业文科综合实训中心等3个省级专业技能实训中心。现有各类全日制在校学生近9000人，在职教职工456人。

## 校园

### 环境
学院艾溪湖校区占地面积330亩，主要建筑有：学院大门、办公楼、教学楼、学生公寓、音乐广场、正门广场、标准田径运动场、实验实训楼、报告厅、图书馆。师生食堂、羽毛球场、乒乓球场、篮球场、网球场、足球场、舞蹈房、形体训练室、单双杠等。
上海路校区占地面积50.59亩，建有办公楼、教学楼、实验实训楼、图书馆、师生食堂、大礼堂、学生与教职工宿舍、小型运动场等。
丁公路校区，即江西省机械科学研究所，所内建有机械加工研究室、热处理研究室、锻压加工研究室、铸造加工研究室、表面处理加工研究室、理化测试分析研究室，机械加工车间、锻压车间、铸造车间、热处理车间、表面处理车间等生产基地。

### 文化
学院社团联合会由学院团委以及学生会负责，由电子协会、制图协会、汽车协会、国旗队、青年志愿服务队、书画协会、棋弈协会、武术协会、篮球协会、乒乓球协会、存在乐队、摄影协会、翔跃轮滑社、健美操会。英语协会、舞蹈队、街舞队、模特队、礼仪队、红十字会、动漫协会等31支队伍组成。

## 历史沿革[3]
- 1978年10月 ，江西省机械工业厅成立了 “七二一大学”筹备组，办公地址设在江西拖拉机厂，其主要职责是负责管理厅属江西汽车制造厂、江西拖拉机厂、江西电机厂、江西手扶拖拉机厂、江西气体压缩机厂、南昌柴油机厂等6所“七二一大学”。

- 1980年4月，在以上6所“七二一大学”的基础上，成立了江西省机械职工大学，隶属于江西省机械工业厅，是江西省机械行业唯一的一所职工大学。学校设总部，下设江拖、江电、南柴、手拖、江汽、汽体压缩机厂分部。

- 1981年9月，学校首次招收学生，招生专业：机械制造设备与工艺、工业电气自动化，招收学生120名。招生与教学工作由各分部负责。

- 1982年8月，学校成为由原教育部批准备案的一所独立设置的成人高等学校。[5]

- 1983年9月，校本部招收第一届学生，招生专业：机械制造设备与工艺，招收学生83名。招生与教学工作由校本部负责。年底，为便于集中办学，学校在江西电机厂子弟学校教学楼加盖一层，面积600平方米，用于学校的办公与教学。

- 1984年下半年，租用了南昌市上海路新村小学（现南昌市新世纪小学）部分教室与办公室，用于教学与教职工办公，并将分散在所属企业的教职人员与学生收编后集中管理。

- 1985年初，学校在南昌市城东地区的解放西路124号购地15亩建设教学基地，于下半年和次年下半年，先后分二批全部迁入新校址教学与办公，并结束了学校无师资、无经费、无办学场地的三无历史。

- 1990年初，学校在原址（南昌市城东区解放西路124号）上将校园面积扩大到50．59亩，建筑面积24760多平方米。

- 1999年，学校与江西师范大学联合办学，成立了江西师范大学职业技术学院[5]。

- 2002年，学校被整合为江西师范大学下属二级学院，名为江西师范大学职业技术学院（简称江西师大职院）[6]，7月，学院在南昌市昌东艾溪湖畔建设新校区（紫阳大道318号），并于2004年3月正式迁入新校区教学与办公。

- 2004年6月，在原江西省机械职工大学的基础上设立了江西制造职业技术学院[7][8]。

## 学院及专业
学院设有有7个系部，1个研究所，分别是机械工程系、机电工程系、信息工程系、经济管理系、基础课部、中专部、继续教育部和江西省机械科学研究所。有高职招生专业36个。确立了机电、数控、汽运、模具、应电、计应、电商和会计等8个学院重点建设的骨干特色专业，其中机电一体化技术专业被评为江西省特色建设专业。
学院现有以下专业或课程：
- 机械工程系:机械制造与自动化、模具设计与制造、工业设计、新能源汽车技术、汽车智能技术、汽车检测与维修、焊接技术及自动化、机械质量管理与检测等专业；

- 机电工程系：机电一体化、工业机器人、电气自动化、数控技术、机电设备维修与管理、智能控制等专业；

- 信息工程系：计算机应用技术，通信技术、计算机网络、应用电子、电子信息工程、软件技术、数字媒体应用技术、数字媒体艺术设计、数字展示技术、物联网应用等专业；

- 经济管理系：会计电算化、电子商务、空中乘务、市场营销、工程造价、建筑装饰工程技术、物流管理、商务英语、国际经济与贸易等专业；[4]

- 基础课部：高等数学、大学英语、政治、日语、大学语文、应用文写作、公共关系学、物理、体育与健康、大学生心理健康教育等课程；

- 继续教育部：机械电子工程、车辆工程、土木工程、电子信息工程、工商管理、会计学、汉语言文学、信息管理与信息系统等专业 ；[2]

- 中专部：机电一体化、机械制造技术、机电设备安装与维修、模具设计与制造、数控技术、工程造价、汽车运用技术、电子与信息技术、电子技术、通信技术、电子商务、商务英语、市场营销、建筑工程施工、楼宇智能化设备安装与运行、学前教育等专业。[4]
- 江西省机械科学研究所创建于1960年，位于南昌市丁公路125号，是一个以机械产品设计和机械制造工艺研究为主的技术开发类研究单位。是经省科技厅、省经贸委批准设立的江西省机械工程技术研究中心、江西省机械行业技术中心[9]，江西省机械产品质量监督总站挂靠在所内。研究所共获得国家发明奖2项，部、省级科技成果进步奖33项。2004年11月，研究所与江西制造职业技术学院合并[3]，但继续保留江西省机械科学研究所的牌子，拨款渠道不变，合并后的院所财务、人事仍然分开，研究所继续从事科研和生产创收。